# Krzystonów
Krzystonów – mało wyróżniający się szczyt Beskidu Wyspowego w grzbiecie łączącym Mogielicę z Jasieniem. Ma wysokość 1012 m, w odległości ok. 700 m w kierunku Mogielicy (na północ) w grzbiecie tym wyróżnia się jeszcze drugi niższy szczyt zwany Małym Krzystonowem (984 m n.p.m.). Niewielkie odsłonięcia fliszu karpackiego. Grzbiet i szczyt Krzystonowa jest całkowicie zarośnięty lasem, jedynie fragmentaryczne widoki przez prześwity między drzewami. Istnieją natomiast polany na jego zboczach. Na wschodnich zboczach pod Krzystonowem znajduje się Polana Wały, na której w lecie (lipiec-sierpień) czynna jest studencka baza namiotowa Polana Wały (przyjmuje na noclegi turystów). Dojście do niej ścieżką od szlaku turystycznego (2 min).
Krzystonów znajduje się w największym w Beskidzie Wyspowym kompleksie lasów, będących ostoją licznych zwierząt. Przez jego grzbiet, oraz Jasień i Mogielicę przebiega dział wodny. Potoki spływające z jego wschodnich zboczy uchodzą do Kamienicy Gorczańskiej w zlewni Dunajca, zaś potoki po zachodniej stronie zasilają Jurkówkę w zlewni Raby.

## Piesze szlaki turystyczne
– żółty z Tymbarku podnóżami Łopienia – Mogielica – Krzystonów – Jasień – Przełęcz Przysłop. Czas przejścia na Krzystonów: z Tymbarku 6:30 h (↓ 5:45 h), z Przełęczy Przysłop 2:20 h (↓ 1:50 h)
 – zielony z Półrzeczek na Krzystonów. Czas przejścia: 1:30 h (↓ 1 h), suma podejść 380 m.
 – zielony z przysiółka Białe w Szczawie obok polany Wały na Krzystonów. Czas przejścia: 1:15 h (↓ 0:50 h), suma podejść 380 m.